# Martin Poxon
Martin Arthur Poxon (Tamworth, 27 mei 1955) is een professioneel golfer uit Engeland. 

## Amateur
Martin Poxon zat in het nationale team dat tegen Schotland en continentaal Europa speelde. Zijn teamgenoten waren o.a. Nick Faldo en Mark James, in het Schotse team zaten toen o.a. Sandy Lyle, Gordon Brand Jr. en Garry Harvey, die in 1975 professional werd.

## Professional
Martin Poxon werd in 1976 professional en speelde van 1977 t/m 1994 op de Europese PGA Tour. In 1992 eindigde hij bij het Peugeot Frans Open op de 2de plaats achter Miguel Ángel Martín. 
Hij speelt sinds 2005 op de Europese Senior Tour. In 2007 verloor hij de play-off van Nick Job tijdens de Gloria Classic. Dat is zijn beste resultaat tot nu toe. 

### Baanrecord
Bij het Frans Open op Le Golf National stond sinds 1991 het baanrecord van 65 op naam van Malcolm Mackenzie en Gery Watine. Poxon maakte in 1992 een ronde van 64, en in diezelfde week deden Nick Faldo, Eric Giraud en José Coceres het ook. 